# Montefiascone
Montefiascone és un municipi italià de 13.520 habitants de la província de Viterbo; a una distància de Viterbo de 15 km i és terra de producció de vins DOC.

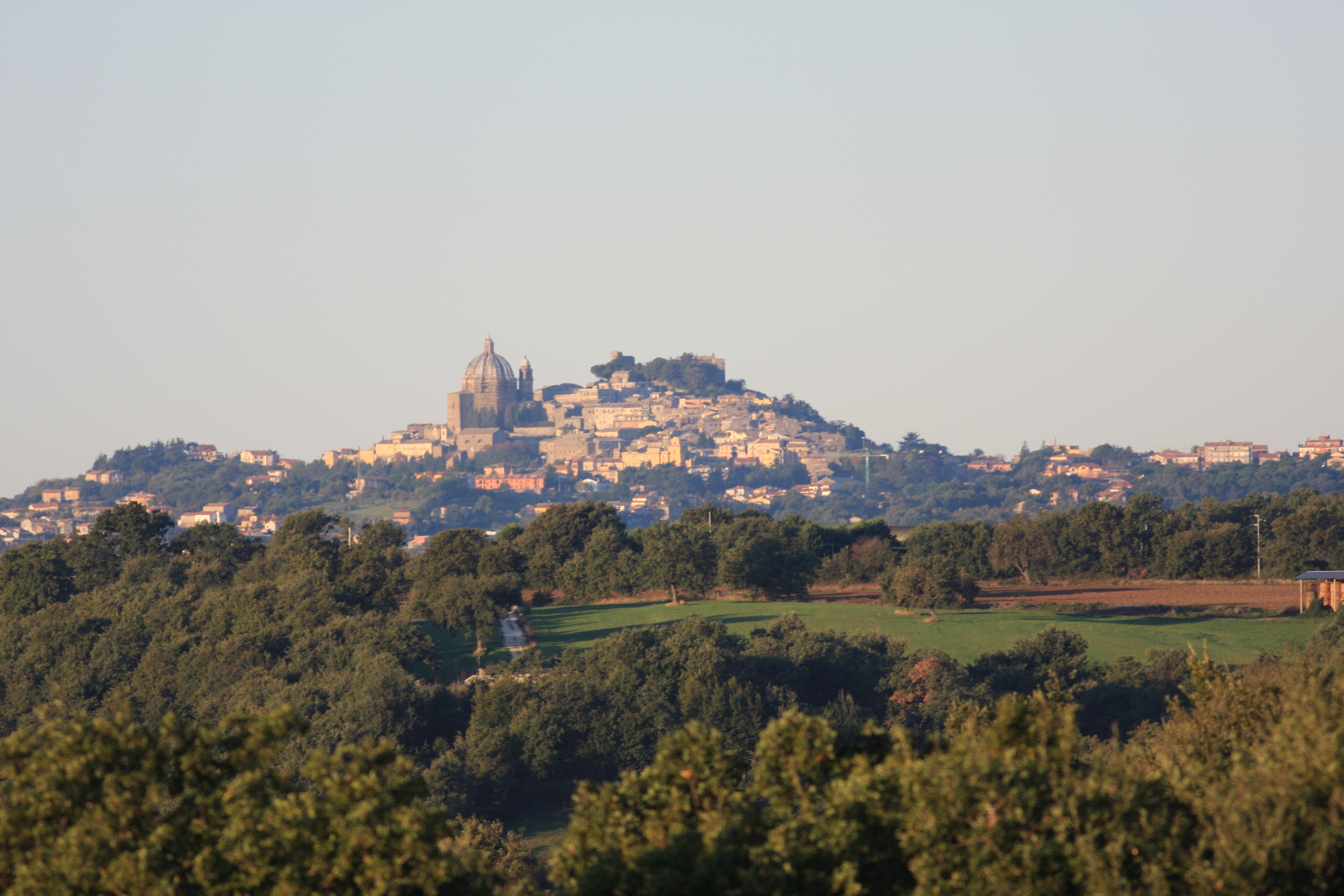
Scorcio de Montefiascone de Castel Cellesi.

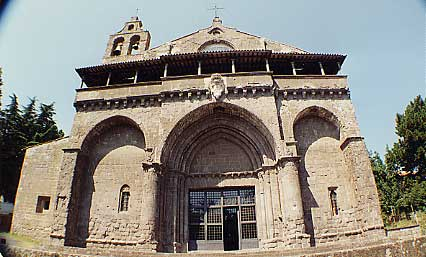
Sant Flavià

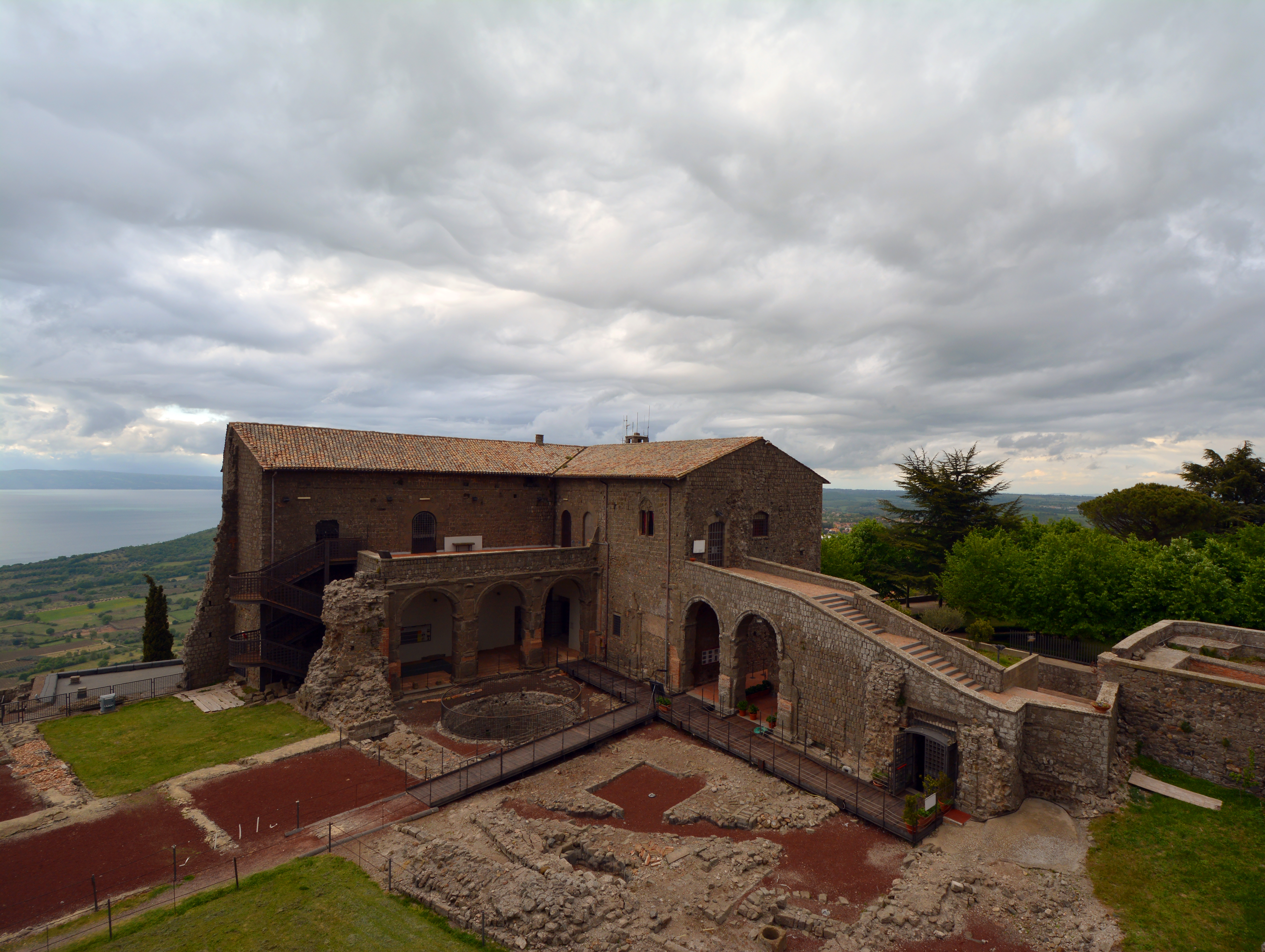
Roca del Papa

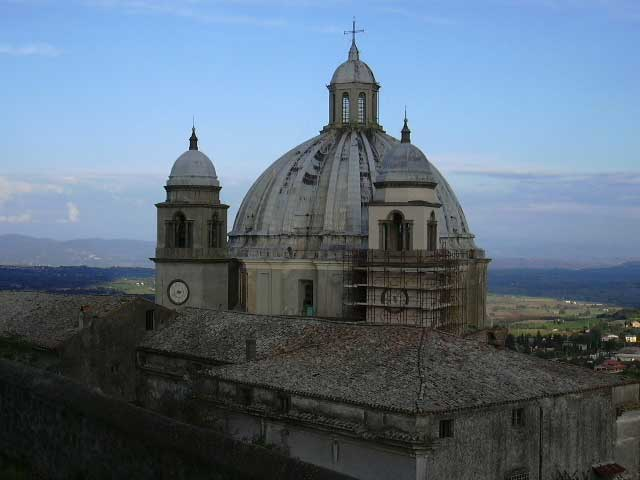
Santa Margarida.

## Geografia física

### Territori
Situat al sud-est de la muntanya Volsini, Montefiascone és, a tota la província de Viterbo, la comuna amb la més alta altitud, que supera els 600 m d'altitud a la zona del Belvedere i de la dominant Rocca dei Papi, des d'on podeu gaudir d'una esplèndida vista del llac de Bolsena.
De fet, el pujol sobre el qual s'ubica la vila es troba al llac, una antiga caldera, a continuació plena d'aigua, que es va originar a partir de l'explosió d'un volcà poderós en temps prehistòrics. El territori, ric en materials d'origen lava com el tou, ha afavorit el desenvolupament del cultiu de la vinya. Gràcies a això, Montefiascone ara es coneix per la seva producció enològica fins i tot més enllà de les fronteres locals.
A un nivell geogràfic, Montefiascone es troba al nord de Viterbo, molt a prop de l'Úmbria (Orvieto és a només 40 minuts amb cotxe) i a la Toscana. A nivell administratiu, el municipi es divideix en sis fraccions principals: Coste, Grazie, Mosse, Zepponami, Fiordini. La Via Francígena travessa part del seu territori.
La ciutat sempre ha estat un centre de producció agrícola i vitivinícola, envoltat d'importants recursos naturals i paisatgístics.

### Clima
- Classificació climàtica : zona E, 2467 GR / G; la ciutat té un clima temperat, amb una temperatura mitjana anual de 13,1° C. Els estius són generalment frescos i els hiverns són lleus, amb algunes nevades, especialment en els mesos més freds de l'any (gener i febrer).

## Història

### Naixement del burg: el nom
Les arrels del nom de Montefiascone (on "aigües amunt" és probablement a causa de la naturalesa muntanyosa de la ciutat) són potser per remuntar-se a l'Amèrica Arquebisbe faliscorum, amb referència a la falisco, el que hauria aterrat a la zona després de la destrucció dels diversos centres de ' ager faliscus pels romans. Molt menys probable és la hipòtesi per la qual el nom de la ciutat deriva de mons phisconis, del nom d'una població d'origen grec.

### Elsetruscs
Dues àrees temàtiques sagrades es remunten al període etrusc, respectivament a la ciutat de Cornos (a la riba del llac i també cridada pels locals Cornosse) i la Rocca. S'han trobat vestigis de civilitzacions més antigues entre Montefiascone i Viterbo, més precisament a la zona de Rinaldone, on es troba la civilització eneolítica .

### Elsromans
Montefiascone coneixia millors fortunes durant l'època romana, gràcies a un sistema viari eficient (un exemple és la Via Cassia, construïda entre 170 i 150 a. C.), facilitada precisament per la manca de fenòmens urbans rellevants pels etruscs. Alguns descobriments a l'àrea de la basílica de San Flavià suggereixen que el nucli romà inicial estava situat en aquesta zona. S'han trobat rastres de mausoleus, necròpolis i nombroses làpides .

### Primers testimonis
Sembla que Montefiascone (amb el nom de Mons flaconis) va començar a aparèixer en documents oficials des de l'any 853, quan Leo IV confirma al bisbe de Tuscania, Virobono, les possessions de la diòcesi, a les quals pertanyia el territori de la ciutat. Tenim notícies del convent de San Pietro "a Vico pergulata", de les esglésies desaparegudes de Santa Maria i de Sant'Agnese, de les quals romanen restes de fundacions, de l'església de San Pancrazio en Nocerina i Sant'Andrea, inicialment situades al dins de les muralles de la ciutat.

### Edat mitjana
A l'edat mitjana, el centre, juntament amb la seva petita fortalesa, va començar a tenir una importància estratègica. El 1058 el Papa Esteban IX va anar allí (per obtenir més informació, consulteu la pàgina apropiada sobre els papes a Montefiascone), i el 1065 l'exèrcit de la comtessa Matilde. El 15 de juny de 1074 el Papa Gregori VII es troba amb la mateixa Comtessa Matilde i la seva mare Beatrice, els seus preciosos aliats, a San Flaviano (veure notícies sobre les dues esglésies més importants de Montefiascone). La fortalesa va ser assetjada en 1093 per Enrique IV, però els comtes Farnese, Ildibrandini i Bisenzio ho van defensar vigorosament.
En 1111, Henry V i el seu tribunal passaren per Montefiascone, cap a Roma per a la consagració papal del sobirà: segons la llegenda, Johannes Defuk tindria raó quan fou "conquerit" per la bondat del vi local.
Posteriorment, també l'emperador Federico Barbarossa va a Montefiascone (1185), conscient de la importància estratègica de la fortalesa.

### El període d'esplendor
En els anys següents, Montefiascone es va convertir en un dels centres més importants de l'església. El papa Inocencio III, al segle xiii, va constituir el patrimoni de Sant Pere, fent-se fort amb les promeses inacabades de Pepin i Carlemany. Innocent va visitar Montefiascone per primera vegada el 1207. Va reforçar la fortalesa, donant-li un mur. Tres anys després de l'arribada del papa, Otto IV va ocupar Montefiascone i va establir la seva seu allí. El 1222 passà per Sant Francesc i va deixar un dels seus seguidors, Frar Morico da Viterbo, per iniciar els ciutadans en la seva manera d'entendre i viure l'Evangeli.
El 1267, el poble va ser envaït per un curt període pels gibelins. El pape Martin IV es va mantenir ininterrompudament a la Rocca, i ho va embellir tant que es va convertir en un palau. Sembla que el pontífex era extremadament avaricioso de les anguiles pescades al llac de Bolsena, i per aquest motiu Dante el va col·locar al Purgatori, en el marc dels glotones. El 1315 la fortalesa va ser assetjada a causa d'una disputa amb un vicari rector de Sant Pere. Els gibelinos (partidaris de l'emperador) van guanyar, i van derrotar els derrotats. A la vigília de Nadal es va dur a terme una prova contra els presoners, i hi va haver oracions fortes.
El 1321, el papa Joan XXII, d'Avinyó, va ordenar que es creés una nova moneda, la papallona o la paparina, a la fortalesa. En el període de captivitat d'Avinyó, no tenim pontífexs a Montefiascone, però els seus legats romanen allà durant anys, substituint-los per la direcció del govern. Un d'ells era el cardenal espanyol Egidio Albornoz. En les seves missions a Itàlia en 1353 - 57 i 1358 - 67 residit principalment a Montefiascone. Va passar el seu primer hivern a Itàlia a l'interior de la Rocca, preparant plans de batalla i guanyant tants aliats com sigui possible. Es diu que en aquest període la fortalesa era inexpugnable.
Quan Urban V va ascendir al tron papal, Albornoz havia restaurat gairebé completament l'estat papal. El 30 d'abril de 1367 el seient papal va ser retornat d'Avinyó a Roma. Més tard, es van emprendre treballs per a embellir la Rocca, i Urban V va residir allí els estius de 1368, 69, 70. El 9 d'octubre de 1368 va tornar a Roma per coronar a Carlos IV.
El 1463 la Rocca havia perdut el seu prestigi, ja que la seu del regne papal havia estat traslladada primer a Viterbo, i finalment a Roma. En visitar-ho, el pape Pío II ho descriu: 
| « | el palau va ser construït com una fortalesa, amb sales, menjadors, habitacions adequades per a la dignitat d'un papa, però ara cau en part, tant per a la vellesa com per negligència. | » |

### El Renaixement i la decadència
El 1534 Alessandro Farnese, més tard conegut com a Pau III, va ser elegit Papa. Va ser un diplomàtic expert, que va intentar perseguir una política de pacificació entre les diverses autoritats eclesiàstiques.
El 1590 la fortalesa es va reduir a trossos, però mai va ser restaurada. Els papes havien començat a anar cada vegada menys a allò que havia estat la seva residència d'estiu, i durant dècades Montefiascone va romandre com a anònim. En 1657 la ciutat va ser confiscada per la plaga, però totes les precaucions van resultar ser inútils, de manera que la ciutat va perdre 1200 habitants, o aproximadament 1/3 de la població de l'època.
El 1695 la zona va ser afectada per un terratrèmol de magnitud considerable, que va destruir gairebé per complet la propera Civita. Fins i tot a Montefiascone el dany va ser considerable, però no hi va haver víctimes.
El 1687, l'arribada del cardenal Marco Antonio Barbarigo va ser providencial. Va redissenyar el seminari Montefiascone fins a convertir-se en un dels més importants de la Itàlia central. Lentament, tanmateix, fins i tot el seminari va perdre importància, i el 26 de maig de 1706, el cardenal va morir.
L'1 de setembre de 1719 el bisbe Cardinal Pompilio Bonaventura celebra a Montefiascone el matrimoni entre la princesa polonesa Maria Clementina Sobieska i Giacomo Stuart, pretendent al tron d'Anglaterra. No obstant això, no es convertiran en sobirans. El 1731 la princesa va donar una desfilada amb brodats d'or.
El 1797, Pius VI va anar a Montefiascone com a exiliat.
El 1798 els republicans francesos van envair l'estat papal i, en entrar a Montefiascone, van atacar el jardí del bisbe, destruint les cent estàtues de marbre que l'adornaven.
En 1860 Montefiascone va ser atacat pel " Cacciatori del Tevere ", però les tropes papals van recuperar immediatament el control de la ciutat. Gioachino Rossini va posar-hi la seva ventafocs.
El 1870 Nino Bixio va ocupar la ciutat sense trobar resistència. La votació per l'annexió al Regne d'Itàlia va ser unànime: el 1473, 1469 eren per annexió, 4 van votar en contra i 491 es van abstenir. Després de vuit segles, l'herència de San Pietro in Tuscia va deixar d'existir. Amb els nous administradors es va reconstruir una gran part dels edificis i palaus, les clavegueres construïdes, les carreteres i l'aqüeducte Cimino. Montefiascone va ser definida per molts com la "perla del Laci superior", i va ser una destinació de vacances popular durant les primeres dècades del segle xx.
Igual que moltes altres ciutats, Montefiascone també va pagar la seva contribució a la Primera Guerra Mundial: 20 víctimes, incloent l'alcalde Oreste Borghesi .
L'any 1930, Lucia Filippini, fundadora de l'ordre homònima i gran benefactora de les escoles locals, està santificada. Les seves restes encara es conserven a la cripta subjacent de la basílica principal de Montefiascone, Santa Margherita.
A la dècada dels anys trenta, la ciutat també va ser objecte d'una visita de Mussolini, acompanyada per Italo Balbo.
Durant la Segona Guerra Mundial, Montefiascone va patir dos bombardejos aeris per part de les tropes aliades, que van tenir lloc al maig de 1944. Hi va haver nombroses víctimes i danys extensos.
El 1958 es va establir la Fira del Vi. La Fira, encara avui un dels esdeveniments principals de l'estiu de Montefiasco (celebrat cada any a l'agost), celebra la històrica vocació agro-vitivinícola de la ciutat i el seu reconegut document de vi Est! Est! ! Est! ! ! .

### Símbols
L'escut de la ciutat es va reconèixer per decret del president del Consell de Ministres el 24 de juliol de 1953. El seu blasonament oficial és: de blau sobre la muntanya italiana (6) d'or, sobre el feix romà de la mateixa amb la destral de plata, descansant en barra al turó més alt ; per decret del President de la República del 19 de maig de 1954 es va concedir el pavelló cívic que consistia en una cortina de color blau.
La presència de Mount all'italiana és un element típic " parlant ", mentre que el feix, un element de probable origen etrusc, indica que Montefiascone és un dels llocs on el Fanum Voltumnae, un santuari de la Lega que va reunir les dotze ciutats, podria haver sorgit en l'antiguitat. etrusca; aquest escut hauria estat "en ús per a una edat desconeguda".
El municipi no fa ús de l'escut "oficial", sinó d'una arma " daurada " a la muntanya italiana de sis pics de color verd, recolzant un barril vermell "; en aquest cas ambdós elements tenen una funció de parlar, el barril recorda de manera més elegant la fiascona present en la segona part del nom i la producció de vi doc Est! Est! ! Est !!! típiques de la zona; també amb aquest escut s'utilitza un drap blau com a pancarta.

## Monuments i llocs d'interès

### Arquitectures religioses
- Església de Santa Maria di Montedoro ;
- L'església de Sant Flavià : confinada a la vora del poble pel seu moviment progressiu cap al cim del turó, l'església continuà vivint les vicissituds del castrum de Faliscan. A principis del segle xiv es va afegir una ampliació romànica i una nova façana gòtica a l'església del romànic i es van aixecar laterals laterals: posteriorment es van construir les capelles que ara s'obren a l'esquerra de l'església. A l'interior es conserven gelosament alguns frescos de l'escola romana i toscana que es remunten al segle XIV, d'altres de l'escola d' Umbria del segle següent i de la Càtedra d'Urban IV. També hi ha la tomba de Johannes Defuk, un prelat alemany al centre de la llegenda de l' Est. Est! ! Est! ! .
- Catedral de Santa Margherita : juntament amb la fortalesa és l'element característic del panorama de Montefiascone; la catedral està dedicada a una noia jove, les restes del qual havien arribat afortunadament al turó Faliscan des de la remota terra d'Antioquia, on havia viscut i va morir per la fe cristiana. Les obres es van iniciar al voltant del segle xv a instàncies d'Alessandro Farnese, llavors Paolo III, en una església existent, i van participar artistes com Bramante i Antonio Sangallo el Jove. Sembla que va ser el Bramante qui va dissenyar el pla octogonal, inspirat en la forma original de l'antic edifici. No obstant això, a causa d'obstacles imprevistos com la plaga i les diverses guerres, la construcció es va completar molt més tard. La mortalitat volia que, a causa de les carbasses que s'utilitzaven per fondre la cera que s'utilitzava per a l'òrgan, a l'esquerra, sembla que només de l'organista, el 1670 la gran església va cremar irremeiablement. La reconstrucció va començar immediatament a l'ordre de la targeta. Albertoni Altieri, bisbe de la ciutat, que va recolzar totes les despeses. En 4 anys, l'edifici es va completar de nou, i ara semblava més gran i més suntuós, gràcies també a la majestuosa cúpula, que s'ha convertit avui en un símbol de la ciutat.

### Arquitectures civils
- La fortalesa de Montefiascone, que uneix la seva gènesi, el seu desenvolupament i també el seu declivi a les relacions de Montefiascone amb diversos papes. En el període que es remunta a les invasions bàrbares, el país es va veure obligat a reforçar les defenses ambientals amb maçoneria que impedien que qualsevol atacant entrés al centre habitat. Així, es va erigir una fortalesa gran i poderosa amb murs elevats, dins dels quals també es van abocar els habitants del camp. Aviat es va convertir en una destinació privilegiada per als papes que, forçats a fugir de Roma sitiada, la van triar com a destinació del seu exili. Aquesta assídua presència de personalitats eclesiàstiques aviat es va convertir en un obispado de Montefiascone. L'àrea de Rocca encara representa un dels principals atractius de la zona.

## Cultura

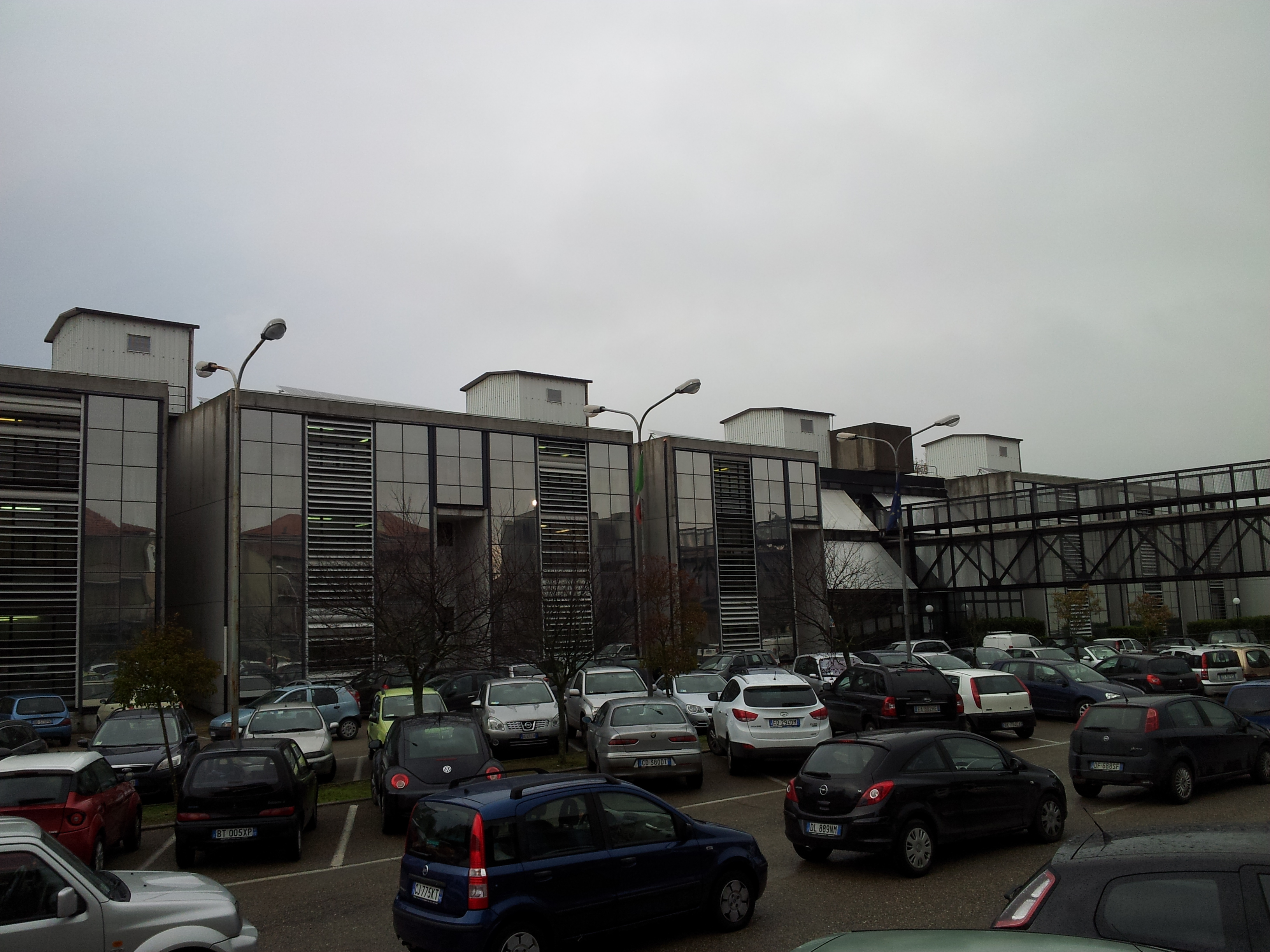
Institut secundari; Carlo Alberto De l'Església.

### Instrucció

#### Col·legis de secundaria de segon grau
Les escoles secundàries secundàries de Montefiascone són paritàries estatals i no estatals.
- L'ISIS "Carlo Alberto Dalla Chiesa,[3] escola pública, Institut Tècnic de comptadors i agrimensors combinat amb Liceo Classico, Scientifico e Linguistico.
- L'Institut Escolar "Cardinal Barbarigo",[4] una escola igual, anteriorment un Institut Magistral, ara un Liceu de la Comunicació;

### Cuina
- Montefiascone és el lloc d'origen de l'est! Est! ! Est !!! de Montefiascone, un vi blanc italià amb Denominació d'Origen Controlat (DOC).

### Esdeveniments
- Fira del vi (agost); cap a 1111 Giovanni Deuc, conegut com a Defuk, un gran prelat germanique, ple de bon vi, ha encarregat al seu fidel servent Martino de buscar el millor per lluïdes. Martin va deixar aquesta recerca i va fer que el seu amo entengués que havia estat en aquest país i que hi havia un bon vi, va escriure a la porta de la posada de l'est. Que anava allà. Defuk, passant pels països visitats pel servidor, es va aturar on va trobar l'escriptura. Martino va arribar a Montefiascone i va quedar tan impressionat amb aquest vi per escriure a l' Est! Est! ! Est! ! !. Quan Defuk va tastar aquest vi ja no podia deixar de degustar tant que beure massa li va portar a la mort. El prelat va ser enterrat a la basílica de San Flaviano, on encara es troba la seva tomba, i abans de la seva mort va expressar el desig que cada any, en l'aniversari de la seva mort, el vi s'abocés sobre la seva tomba, deixant una gran quantitat de diners en llegat a la ciutat per a la cerimònia d'oficiar. A partir d'aquesta història, neix la Processó Històrica de Falisco i es fa càrrec de l'esdeveniment "Fira del Vi", que se celebra cada any a l'agost.
- "Est Festival de cinema", juliol.

## Geografia antròpica

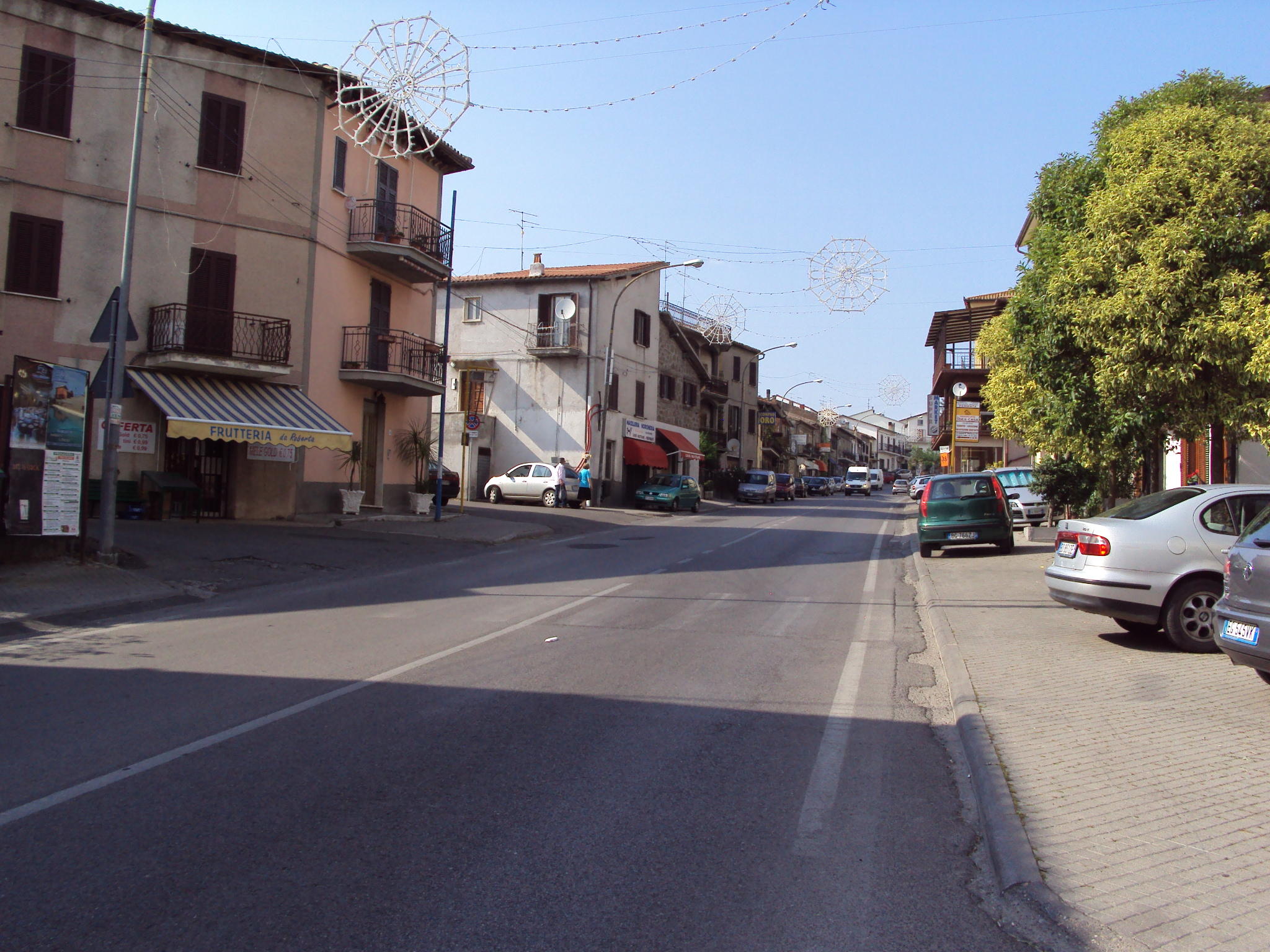
La via Cassia a Zepponami.

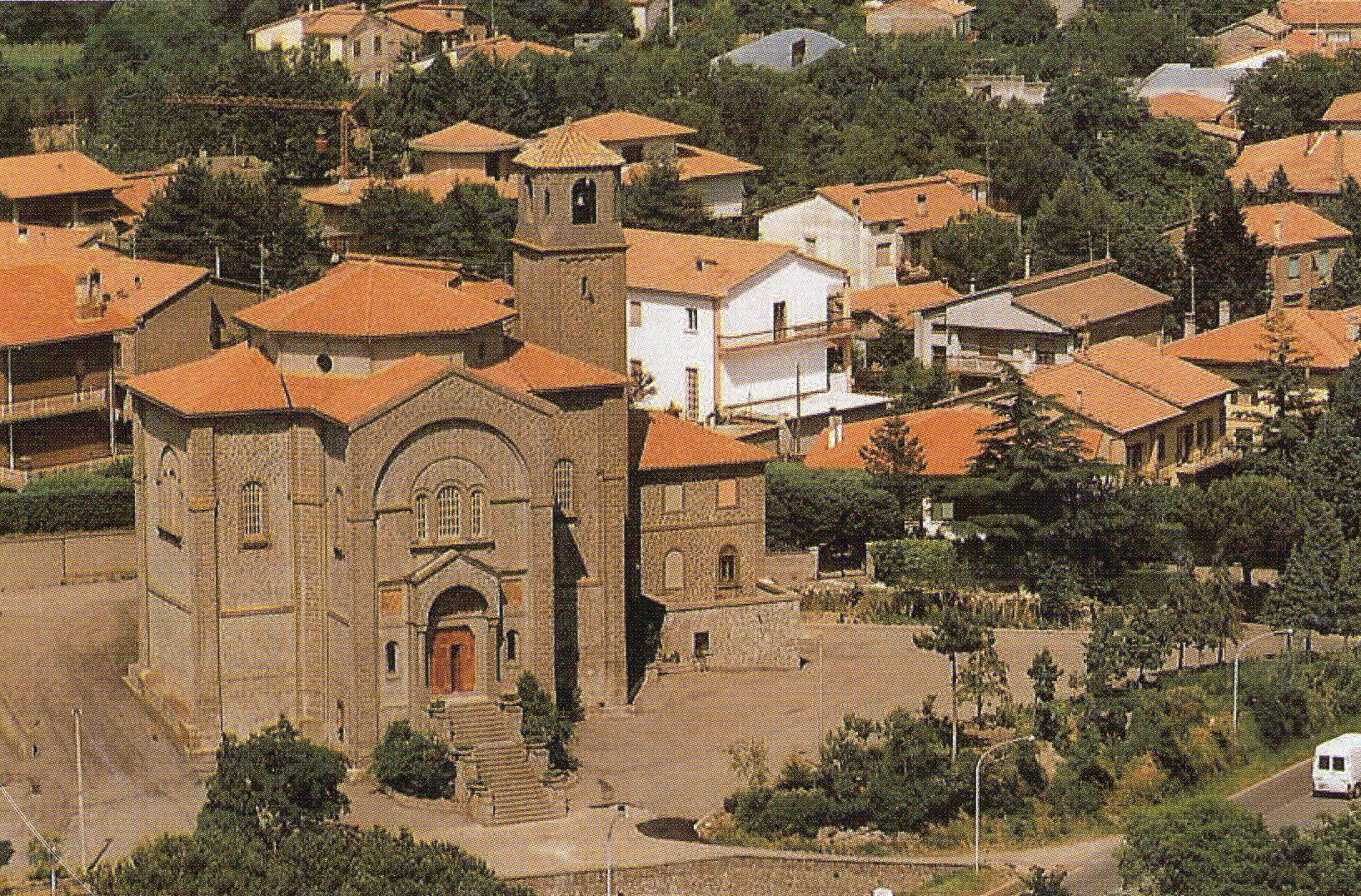
La fracció Les Costes.

### Fraccions

#### Les Mosse
El poble de Le Mosse es va desenvolupar al voltant de la Via Verentana, al vessant occidental del turó de Falisco. L'església parroquial és la de l'operaio de Josep de Natzaret, al centre de la vila. En aquesta fracció es troba la valuosa Església de S. Maria di Montedoro, dissenyada per Antonio da Sangallo, la jove.

#### Zepponami
Zepponami es troba a la Via Cassia, en direcció a Viterbo, prop de 2   km del centre de Montefiascone. Aquí hi ha l'estació de ferrocarril que insereix la ciutat a la línia Viterbo-Roma, que permet la connexió amb la capital.
Les costes es troben a poca distància del centre de Montefiascone, en direcció a Bolsena. És una de les caseries més grans, juntament amb les altres esmentades anteriorment, on es troba un dels dos cinemes de Montefiascone i una caserna de Carabinieri.

## Infraestructures i transports

### Ferrocarrils
L'estació de Montefiascone es troba al tren de Viterbo-Attigliano-Orte. Podeu aturar els trens regionals en el servei de transport entre Viterbo i Orte i tots els parells de trens regionals ràpids Viterbo Porta Fiorentina - Orte - Roma Termini que, passant pel Ferrocarril " Direcció ", ofereixen la possibilitat d'arribar al matí a Roma i la tarda Montefiascone des de Roma Termini en aproximadament 1 hora i 20 minuts sense canvis.

### Carreteres
Montefiascone és travessat per la Cassia SS2 ; està connectada per la Carretera Provincial Verentana, amb Marta i Capodimonte. La 71 carretera Umbro Casentinese Romagnola que connecta la ciutat amb Ravenna té els seus orígens en Montefiascone .

## Administració
El 1927, després de la reorganització dels districtes provincials establerts pel Reial decret n. El 2 de gener de 1927, per voluntat del govern feixista, quan es va establir la província de Viterbo, Montefiascone va passar de la província de Roma a la de Viterbo.

## Esport
El Palazzetto de l'Esport és l'arena esportiva de Montefiascone.

### Futbol
L'equip futbolístic de Montefiascone és l'A.S.D. Montefiascone que milita en la Promoció Lazio.

### Ciclisme
Montefiascone va ser en el 1983 punt d'arribada d'una etapa del 66º Gir d'Itàlia.
Al juliol s'allotja el Granfondo del l'Est, concurs de BTT que té lloc entre Montefiascone, Bagnaia i el llac de Bolsena. El 2013 ha arribat a la seva novena edició i és vàlid per al Circuit Maremma Tosco-Laziale .
Etapes del Gir d'Itàlia amb arribada a Montefiascone
| Any  | Etapa | Partenza  | km  | Vincitore d'etapa | Samarreta rosa   |
| ---- | ----- | --------- | --- | ----------------- | ---------------- |
| 1983 | 9ª    | Terracina | 225 | Riccardo Magrini  | Giuseppe Saronni |

### Curiositats
- Don Magnifico, personatge de l'òpera Buffa La Cenerentola del compositor italià Gioachino Rossini, és Barone di Montefiascone.